# Jeroen Bijl
Jeroen Bijl (Rotterdam, 5 september 1966) is een voormalig volleybalinternational die na zijn actieve carrière algemeen directeur werd bij FC Zwolle (nu PEC Zwolle). Hij is chef de mission bij sportkoepel NOC*NSF en in die functie de hoofdverantwoordelijke voor de Nederlandse equipe bij de Olympische Winterspelen van PyeongChang 2018.

## Loopbaan
Bijl speelde van 1986 tot 1996 bij Piet Zoomers Dynamo en werd met deze ploeg 5 keer landskampioen en 3 keer nationale bekerwinnaar. Als speler van het Nederlands volleybalteam kwam hij tot 57 interlands en maakte hij onder andere deel uit van de equipe die in 1993 zilver won op het Europees kampioenschap in Finland.
Bijl fungeerde enkele jaren als trainer van jeugdteams en het 2e seniorenteam van Dynamo. In diezelfde periode rondde hij zijn universitaire opleiding Bestuurskunde aan de UvA af. In 1994 – nog tijdens zijn actieve carrière - werd Bijl benoemd tot Algemeen Manager van FC Zwolle, waarna hij 4 jaar later bij dezelfde club Algemeen Directeur werd. In deze periode ging het Zwolle niet alleen sportief voor de wind (o.a. promotie naar Eredivisie), maar kwam er een steviger financieel fundament te liggen en zette Bijl en zijn managementteam ook de eerste stappen richting de bouw van het nieuwe stadion.In 2003 keerde Bijl tijdelijk weer terug bij Piet Zoomers Dynamo, waar hij met een jonge, talentvolle lichting de finale van de play-offs haalde.
Vanaf 2005 is de geboren Rotterdammer werkzaam voor het NOC*NSF, als Manager Unit Topsport, Chef de Mission bij de Europese Spelen in Baku en assistent Chef de Mission bij de Olympische Spelen van Beijing, Vancouver, London, Sochi en Rio de Janeiro. In deze laatste functie was hij ‘als tweede man’ verantwoordelijk voor de organisatie en logistiek van het Nederlands Olympisch Team. Tijdens de Olympische Winterspelen van PyeongChang fungeert Bijl voor het eerst als chef de mission en dus hoofdverantwoordelijke. In mei 2018 werd de Zutphenaar technisch directeur van de KNHB.
- International Standard Name Identifier: 0000 0003 8903 7901
- Nederlandse Thesaurus van Auteursnamen: 151586446
- Virtual International Authority File: 282304620
- WorldCat: E39PBJdM7yxCTv8WfpXd8ddqQq